# Giovanni Francesco Guidi di Bagno
Giovanni Francesco Guidi di Bagno (ur. 4 października 1578 we Florencji albo Rimini, zm. 24 lipca 1641 w Rzymie) – włoski kardynał.

## Życiorys
Urodził się 4 października 1578 roku we Florencji albo Rimini, jako syn Fabrizia Guidi di Bagno i Laury Colonny (jego bratem był Nicola Guidi di Bagno). Studiował filozofię i prawo na Uniwersytecie Pizańskim i Bolońskim. Następnie został protonotariuszem apostolskim i referendarzem Trybunału Obojga Sygnatur. 3 marca 1614 roku został tytularnym arcybiskupem Patras a 14 kwietnia przyjął sakrę. W latach 1614–1621 był legatem w Awinionie, a w okresie 1621–1623 – nuncjuszem nadzwyczajnym we Francji. Przez pewien czas pełnił funkcję nuncjusza we Flandrii, a w 1627 roku ponownie objął nuncjaturę we Francji i pozostał tam do roku 1630. 17 maja 1627 roku został biskupem Cervii. 30 sierpnia został kreowany kardynałem in pectore. Jego nominacja na kardynała prezbitera została ogłoszona na konsystorzu 19 listopada 1629 roku i nadano mu kościół tytularny Sant’Alessio. W okresie 1635–1639 był biskupem Rieti. Zmarł 24 lipca 1631 roku w Rzymie.